# Marek Saganowski

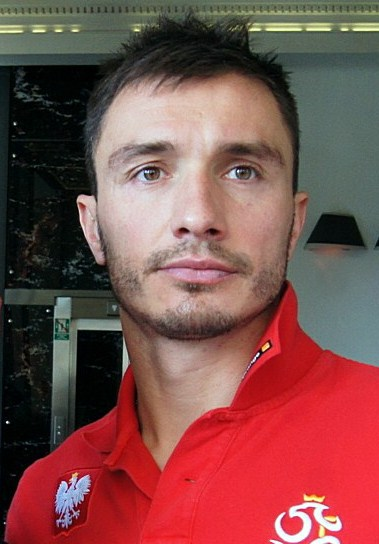
Marek Saganowski

Marek Saganowski (Łódź, 31 de outubro de 1978) é um ex-futebolista profissional polaco, que atuava na posição de atacante.